# Hvorfor
Hvorfor er en dansk undervisningsfilm fra 1963, der er instrueret af Erik Frohn Nielsen efter manuskript af ham selv og Jørgen Sønderhousen.

## Handling
Til brug for den indledende undervisning i fysik gives lejlighed til iagttagelse af forskellige kendsgerninger, der ved en passende kombination åbner mulighed for at udarbejde en teori om den skjulte årsag. Første eksempel er hentet fra dagliglivet. Andet eksempel viser en rekonstruktion af botanikeren Robert Browns laboratorium, mens han uden held er beskæftiget med at finde årsagen til de brownske bevægelser. Tredje eksempel prøver gennem tegnefilm at lede tankerne i retning af en teori om molekylers eksistens.